# Grafschaft Solms-Rödelheim
Die Grafschaft Solms-Rödelheim war vom frühen 17. Jahrhundert bis zum Beginn des 19. Jahrhunderts ein reichsständisches Territorium im Heiligen Römischen Reich Deutscher Nation. Sie wurde von der gleichnamigen Linie des Hochadelsgeschlechts Solms regiert.

## Geografie

### Lage
Die Grafschaft gehörte zum Oberrheinischen Reichskreis. Verwaltungsmittelpunkte waren die Stadt Rödelheim (westlich der Stadt Frankfurt am Main) und das Schloss Assenheim. Die Grafschaft umfasste mehrere nicht zusammenhängende Gebietsteile.
Heute gehört das Territorium der ehemaligen Grafschaft zum Rhein-Main-Gebiet im Süden des deutschen Bundeslandes Hessen.

### Das Territorium der Grafschaft
Die Grafschaft Solms-Rödelheim hatte am Ausgang des 18. Jahrhunderts etwa 5300 Einwohner. Sie setzte sich zusammen aus:
- Gebieten mit ausschließlicher Landeshoheit:
  - Beinhardshof
  - Bauernheim
  - Einartshausen
  - Fauerbach
  - Rödelheim
  - Nieder-Wöllstadt
  - Ossenheim
  - Wickstadt

- Kondominatsanteile:

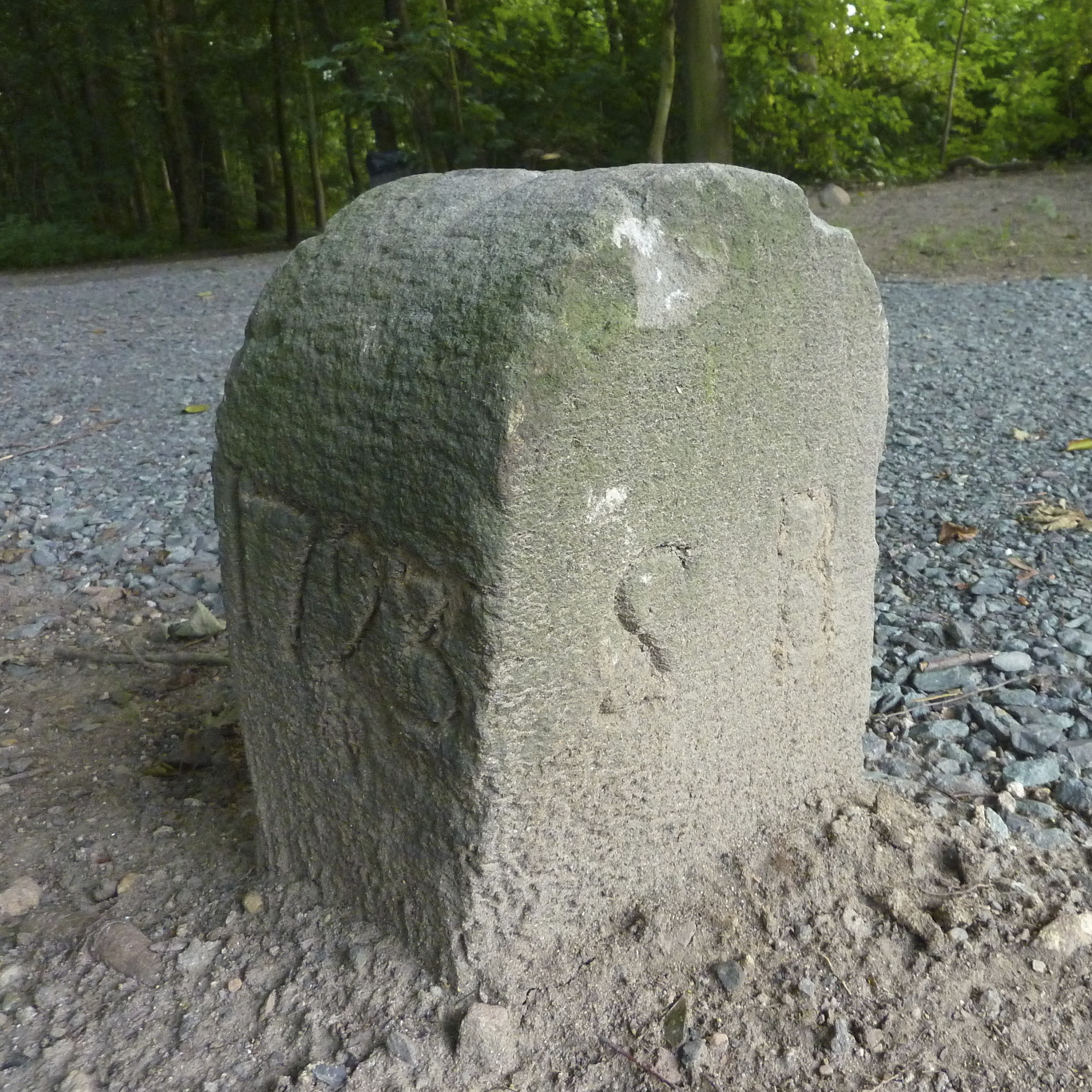
Grenzsteinder Grafschaft Solms-Rödelheim („S.R.“) zum damals hanau-münzenbergischen Ort Bockenheim aus dem Jahr 1723 im Frankfurter Biegwald

  - Assenheim gemeinsam mit der Grafschaft Hanau-Münzenberg, ab 1642 mit der Grafschaft Hanau, ab 1736 mit der Landgrafschaft Hessen-Kassel und der Grafschaft Isenburg
  - Burg-Gräfenrode gemeinsam mit der Grafschaft Hanau-Münzenberg, ab 1642 mit der Grafschaft Hanau, ab 1736 mit der Landgrafschaft Hessen-Kassel
  - Praunheim gemeinsam zunächst mit der Grafschaft Hanau-Münzenberg, ab 1642 mit der Grafschaft Hanau, ab 1736 mit der Landgrafschaft Hessen-Kassel
  - Niederursel gemeinsam mit der Freien Reichsstadt Frankfurt
  - Petterweil gemeinsam zunächst mit der Landgrafschaft Hessen-Darmstadt, ab 1768 mit der Landgrafschaft Hessen-Homburg

Hinzu kamen eine Vielzahl einzelner Gefälle in anderen Ortschaften.
Die Grafschaft war in Ämter untergliedert:
- Amt Rödelheim (Rödelheim, Praunheim, Niederursel)
- Amt Nieder-Wöllstadt (Assenheim, Bauernheim, Fauerbach, Niederwöllstadt, Ossenheim)
- Das Amt Petterweil (Peterweil und der Beinhardshof) wurde im 18. Jahrhundert dem Amt Rödelheim zugeordnet.
- Das Amt Burggräfenrode (Burggräfenrode) wurde im 18. Jahrhundert dem Amt Rödelheim zugeordnet.
- Verwalterei Einartshausen (nur Einartshausen)
- Regierung Gaildorf
  - Amt Oberroth
  - Amt Gaildorf
  - Amt Viechberg
  - Amt Gschwendt
- Herrschaft Kratz von Scharfenstein

## Geschichte

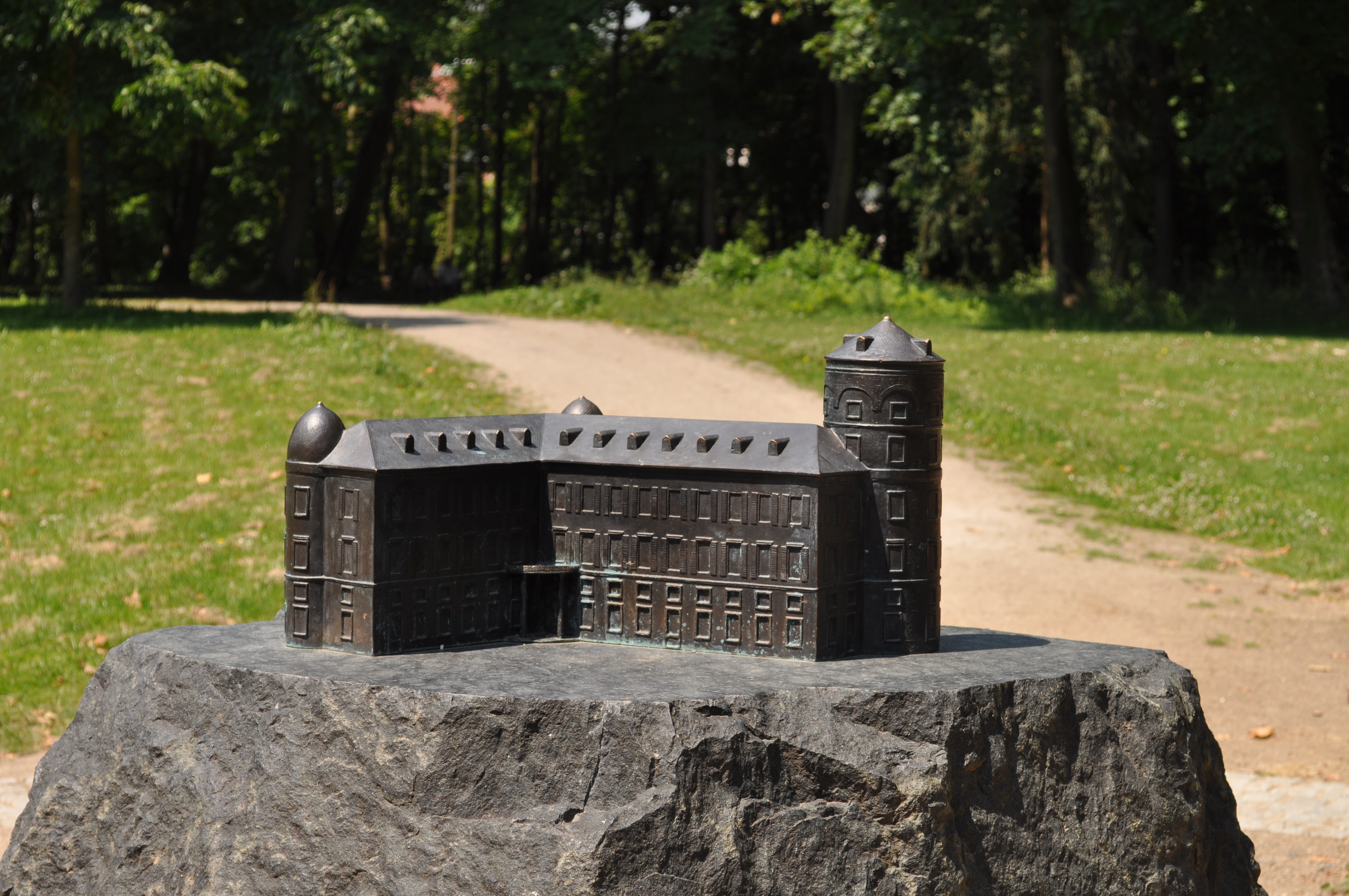
Modell des Rödelheimer Schlosses

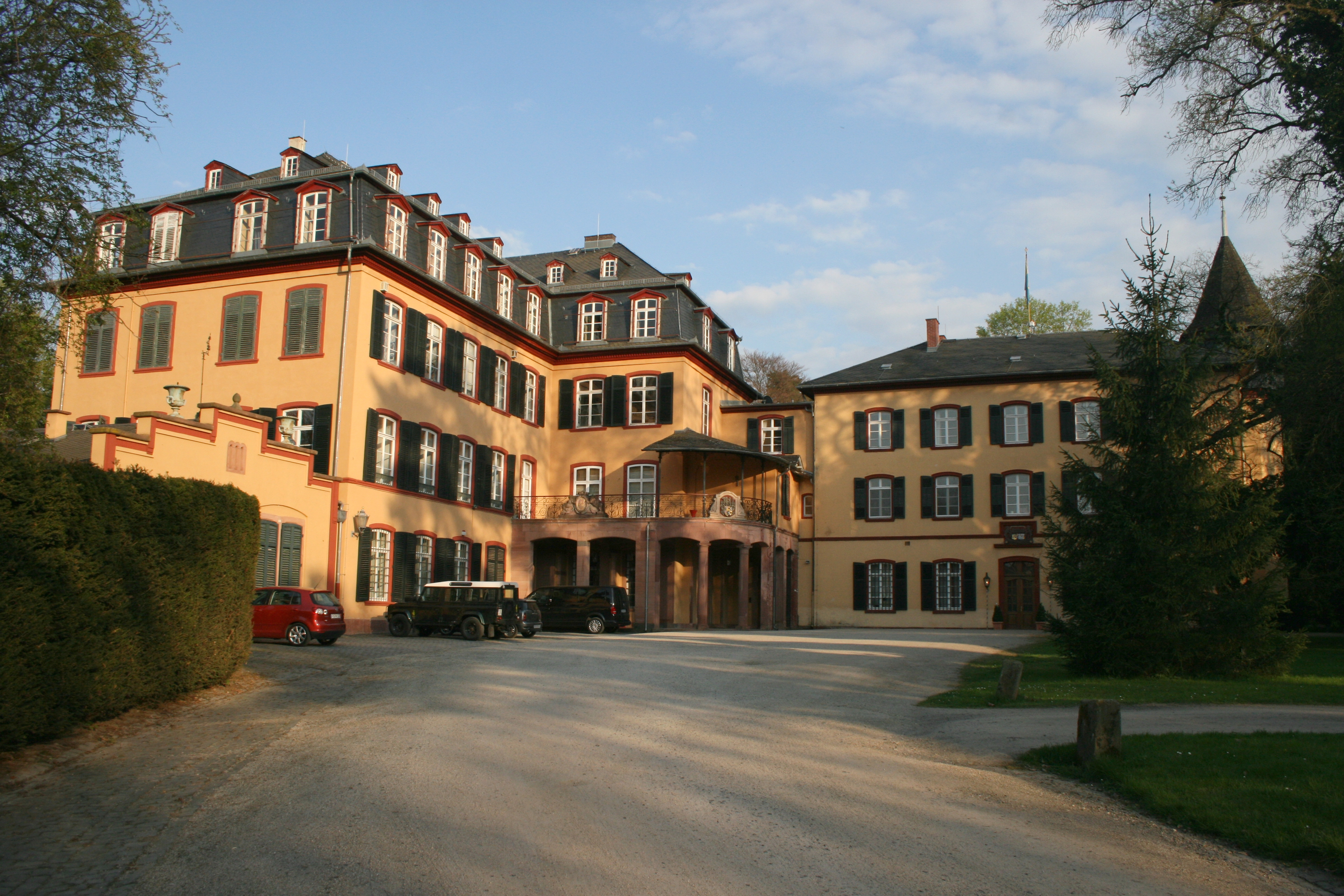
Schloss Assenheim

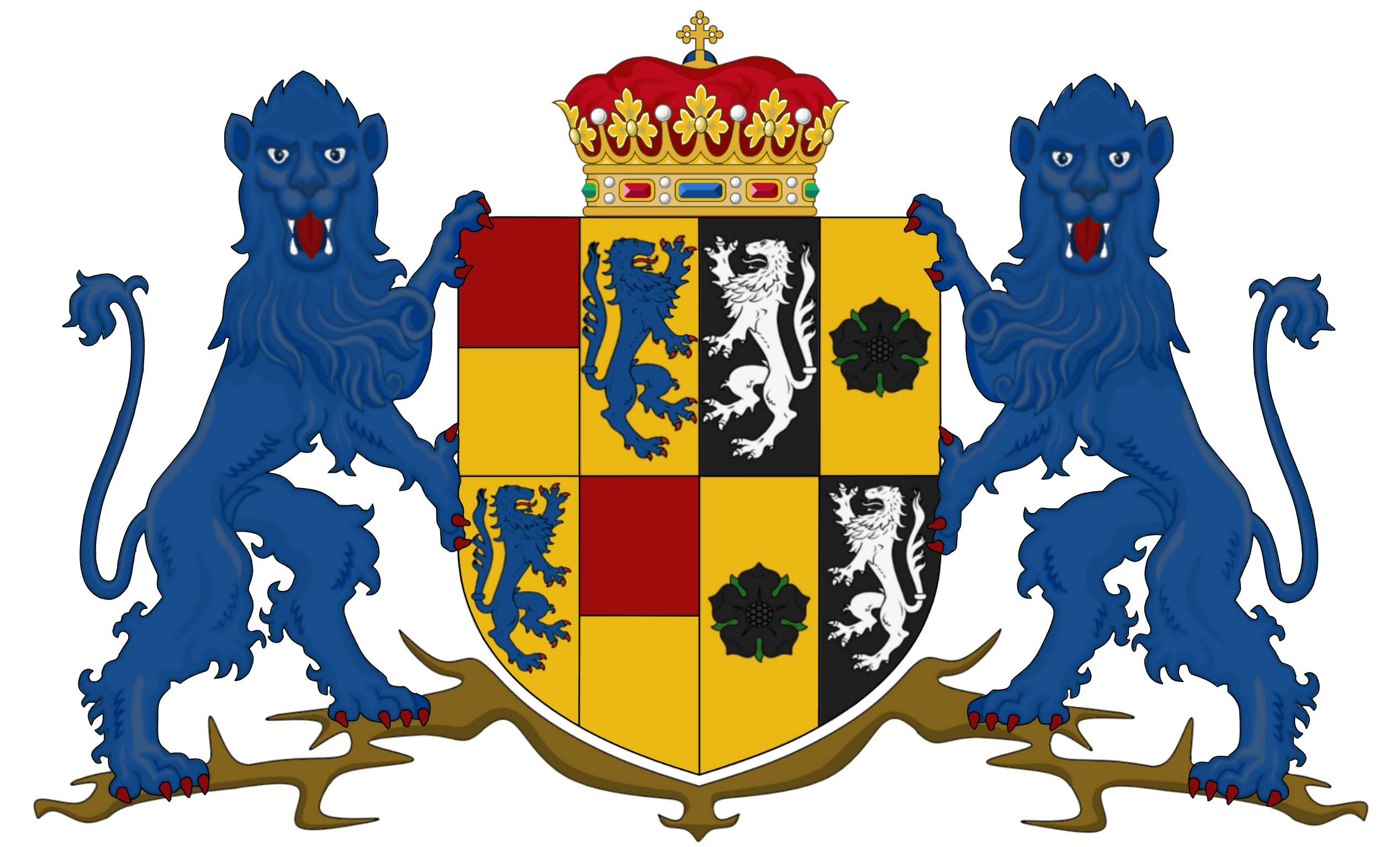
Wappen der hochgräflichen Familie zu Solms-Rödelheim

Den Grundstein für die Grafschaft von Solms-Rödelheim wurde von Frank XII. von Cronberg („dem Reichen“) gelegt, der im 15. Jahrhundert den Großteil der späteren Grafschaft käuflich erwarb. Über seinen Enkel Kuno von Solms zu Lich ging diese Erbschaft in den Besitz derer von Solms über. Sie wurde in der Folge weiter geteilt.
Die Familie der Grafen von Solms-Rödelheim spaltete sich 1607 als jüngere Linie von der der Grafen von Solms-Laubach ab, die wiederum eine jüngere Linie der Grafen von Solms-Lich war. 1607 teilte Graf Johann Georg I. die Grafschaft unter seinen beiden ältesten Söhnen auf: Albert Otto (1576–1610) erhielt Laubach, Utphe und Münzenberg, Friedrich (1574–1636) erhielt Rödelheim, Assenheim und Petterweil. Friedrich wurde damit zum Begründer der Linie Solms-Rödelheim. Die Residenz befand sich zunächst im Rödelheimer Schloss, später wohnte die Familie (und wohnt bis heute) im Schloss Assenheim.
Im Gebiet der Grafschaft Solms-Rödelheim galt seit 1571 das Solmser Landrecht. Das Gemeine Recht galt nur noch, wenn das Solmser Landrecht für einen Sachverhalt keine Bestimmungen enthielt. Das Solmser Landrecht blieb auch, als die Grafschaft Solms-Rödelheim zum Großherzogtum Hessen gehörte, dort weiter geltendes Recht, bis es zum 1. Januar 1900 vom einheitlich im ganzen Deutschen Reich geltenden Bürgerlichen Gesetzbuch abgelöst wurde.
Bis ins späte 17. Jahrhundert verfügte Solms-Rödelheim über keine Zentralverwaltung. In den Ämtern leitete ein Amtmann die Geschäfte und ein Keller verantwortete die Finanzen. Da die Kellerei Rödelheim die weitaus größte der Grafschaft war und räumlich am Hofe lag, übernahm sie zugleich die Aufgaben einer Zentral- und Hofverwaltung.
1682 wurde die Kanzlei als oberste Verwaltungsbehörde und 1695 das Amt des Landkassierers, dem die Rentkammer unterstand, als oberste Finanzbehörde der Grafschaft geschaffen. Damit verschwanden die Kellereien, und den Amtmännern war ein Geld- und Fruchtschreiber nachgeordnet, der die Einnahmen der Rentkammer verwaltete. Beide Ämter wurden im Laufe des 18. Jahrhunderts teilweise zusammengefasst.
Mit dem Reichsdeputationshauptschluss erhielt Solms-Rödelheim 1803 als Entschädigung für die verlorenen linksrheinischen Herrschaftsgebiete, nämlich die Herrschaft Kratz von Scharfenstein, das Gut Wickstadt vom Kloster Arnsburg.
Mit der Rheinbundakte von 1806 fiel die staatliche Hoheit über die Grafschaft Solms-Rödelheim dem Großherzogtum Hessen zu. Dieses gliederte das Gebiet in das Fürstentum Oberhessen (ab 1816: „Provinz Oberhessen“) ein. Das geschah aber mit der Einschränkung, dass dem Grafen der Rang eines Standesherren verblieb und er in der angestammten Grafschaft weiter hoheitliche Rechte in Verwaltung und Rechtsprechung ausübte. Ihm verblieb der Titel und das Adelsprädikat Erlaucht. Der Senior der Familie war als Standesherr durch die Verfassung des Großherzogtums Hessen von 1820 erbliches Mitglied der ersten Kammer der Landstände.

## Liste der regierenden Grafen zu Solms-Rödelheim
Die Titulatur der Grafen zu Solms-Rödelheim änderte sich in Abhängigkeit von sich wechselnden Besitzverhältnissen und Anspruchserhebungen. Volrath, der letzte Souverän des Geschlechts, hatte die folgende Titulatur:
„Seine hochgräfliche Erlaucht Volrath Friedrich Karl Ludwig, regierender Graf zu Solms-Rödelheim und Assenheim, Tecklenburg und Limpurg, Herr zu Münzenberg, Wildenfels und Sonnewalde“
|    | Regierender Graf              | Regierungsreitraum | Verwandtschaft                                            | Ergänzungen                                 |
| -- | ----------------------------- | ------------------ | --------------------------------------------------------- | ------------------------------------------- |
| 1. | Friedrich                     | 1607–1635          | Sohn Johann Georgs I. zu Solms Laubach                    | Kaiserlicher Kämmerer, Kriegsrat und Obrist |
| 2. | Johann August                 | 1635–1680          | Sohn Johann Georgs II. zu Solms-Laubach, Neffe Friedrichs |                                             |
| 3. | Johann Karl Eberhard          | 1680–1696          | Sohn Johann Augusts                                       |                                             |
| 4. | Georg Ludwig                  | 1696–1716          | Sohn Johann Augusts                                       | Kurbrandenburgischer Generalmajor           |
| 5. | Lothar Wilhelm Ernst          | 1716–1722          | Sohn Georg Ludwigs                                        |                                             |
| 6. | Ludwig Heinrich               | 1722–1728          | Sohn Johann Augusts                                       |                                             |
| 7. | Wilhelm Karl Ludwig           | 1728–1778          | Sohn Ludwig Heinrichs                                     |                                             |
| 8. | Johann Ernst Karl             | 1778–1790          | Sohn Ludwig Heinrichs                                     |                                             |
| 9. | Volrath Friedrich Karl Ludwig | 1790–1806          | Sohn Johann Ernst Karls                                   | Dichter und Freimaurer                      |

## Weitere bekannte Familienmitglieder nach der Mediatisierung
- Karl Friedrich zu Solms-Rödelheim (1790–1844), Standesherr, hessen-darmstädtischer Generalleutnant à la suite und Gutsbesitzer
- Maximilian zu Solms-Rödelheim (1826–1892), Standesherr und Gutsbesitzer
- Otto zu Solms-Rödelheim (1829–1904), preußischer Politiker und Gutsbesitzer
- Karl Franz zu Solms-Rödelheim (1864–1923), Standesherr, preußischer Politiker und Gutsbesitzer
- Maximilian Ludwig zu Solms-Rödelheim (1893–1968), deutscher Offizier, Gutsbesitzer und Soziologe
- Wilhelm zu Solms-Rödelheim (1914–1996), österreichischer Psychiater und Psychoanalytiker